# 오쿠보번
오쿠보 번(일본어: 大久保藩 오쿠보한[*])은 일본 에도 시대 무쓰노쿠니에 있었던 번이다. 지금의 후쿠시마현 스카가와시 오쿠보(옛 이와세 촌)에 있었으며 이와세 번(岩瀬藩)으로도 불렸다.

## 번의 역사
9·6 소동으로 고리야마 번 6만 석 영지를 차지하였다가, 영지 분할을 둘러싼 분란을 일으켜 아카시번 3만 석 영지로 옮겨간 혼다 마사토시는 가혹한 정책을 강요했다는 죄목으로 덴나 2년(1682년) 2월 22일, 다시 오쿠보 1만 석 영지로 삭감 전봉되었다. 오쿠보 번에서 마사토시는 번 정치의 재건을 꾀하지만, 여기에서도 그의 악행에 관한 소식이 속속 막부측의 귀에 전해지면서 결국 겐로쿠 6년(1693년) 6월, 영지를 몰수당하고 데와 쇼나이번주 사카이 다다자네에게 신병이 맡겨졌다. 이로써 오쿠보 번은 폐번되어 막부령이 되었다.

## 역대 번주
- 혼다 마사토시(本多政利) 재위 1682년 ~ 1693년